# А. М. Дийн
А. М. Дийн (на английски: A. M. Dean) е псевдоним на американски писател на бестселъри в жанра исторически трилър.
Според легендата той е професор по богословие в някои от най-престижните университети в света, водещ авторитет в областта на древните култури и историята на религиозните вярвания.
Дебютният му роман „Изчезналата библиотека“ е издаден през 2012 г. Главната героиня Емили Уес е специалист и преподавател по история на религиите. Тя се отправя на мисия да намери местонахождението на великата Александрийска библиотека, но попада сред световен заговор, чиито ръководители целят да присвоят библиотеката и да получат невиждана дотогава власт. Романът става бестселър и е публикуван в над 16 страни по света.
Вторият роман от поредицата – „Ключовият камък“ е издаден през 2013 г.
А. М. Дийн живее в Сан Франциско.

## Произведения

### Серия „Емили Уес“ (Emily Wess)
1. The Lost Library (2012)
Изчезналата библиотека, изд.: ИК „Ентусиаст“, София (2014), прев. Мариана Христова
2. The Keystone (2013)